# Holy Lola
Pour les articles homonymes, voir Lola.
Pour plus de détails, voir Fiche technique et Distribution.
Holy Lola est un film dramatique français réalisé par Bertrand Tavernier, sorti en 2004.

## Synopsis
Géraldine ne peut pas avoir d'enfant. Avec son mari Pierre, ils essayent donc d'adopter un enfant cambodgien. Ce film retrace leur véritable parcours du combattant pour adopter, confrontés à une administration décidément peu coopérative et à des adoptants américains prêts à débourser des sommes importantes en dollars pour obtenir un enfant. Comme eux, une dizaine de Français, regroupés dans le même hôtel, entreprennent la même démarche,.

## Fiche technique
Sauf indication contraire, les informations mentionnées dans cette section peuvent être confirmées par la base de données cinématographiques Unifrance,  présente dans la section « Liens externes ».
- Titre : Holy Lola
- Réalisation : Bertrand Tavernier
- Scénario : Dominique Sampiero, Bertrand Tavernier et Tiffany Tavernier
- Production : Frédéric Bourboulon
- Sociétés de production : Little Bear, Les Films Alain Sarde, TF1 Films Production
- Sociétés de distribution : TFM Distribution (France) ; Tamasa Distribution (international)
- Son : Dominique Levert, Élisabeth Paquotte, Gérard Lamps
- Musique : Henri Texier
- Photographie : Alain Choquart
- Montage : Sophie Brunet
- Décors : Giuseppe Ponturo
- Costumes : Eve-Marie Arnault
- Pays de production : 100 %  France
- Langue de tournage : français
- Format : couleur - 1,85:1 - Dolby Digital - 35 mm
- Durée : 128 minutes
- Genre : drame
- Date de sortie : 
  - France : 24 novembre 2004
  - Belgique : 26 janvier 2005
  - Italie : 17 juin 2005

## Distribution
- Jacques Gamblin : Docteur Pierre Ceyssac
- Isabelle Carré : Géraldine Ceyssac
- Bruno Putzulu : Marco Folio
- Lara Guirao : Annie
- Frédéric Pierrot : Xavier
- Maria Pitarresi : Sandrine Folio
- Jean-Yves Roan : Michel
- Séverine Caneele : Patricia
- Gilles Gaston-Dreyfus : Yves Fontaine
- Anne Loiret : Nicole
- Philippe Saïd : Bernard
- Vongsa Chea : Docteur Sim Duong
- Pridi Phath : Monsieur Sokhom
- Neary Kol : Kim Saly
- Rithy Panh : Monsieur Khieu
- Narith Ponn : Nourrice Lola
- Srey Pich Krang : Lola
- Anne-Marie Philipe : Marianne
- Daniel Langlet : Monsieur Detambel
- Corinne Thézier : Isabelle Fontaine
- Vann Touch : Madame Treng
- Duc Dung : Monsieur Treng
- Sothea Tran : Monsieur Cheng
- Philippe Vieux : Jérôme
- Nathalie Bécue : Sabine
- Melody Touch : Melody
- Mariecke de Bussac : Mère Géraldine
- Sophoan Som et Ky Eng Lim : Directeurs Holy Baby
- Laurence Lasheb : Béatrice
- Chanra Pha : Le neveu
- Sauphear Tep : Chauffeur directeur Kep
- Robert Sam : Le chef Kep
- Savuth Tan : Frère de Monsieur Sokhom
- Somany Na : Chenda
- Théo Royer : Dara
- Sokunthol Pa : Intermédiaire Marco
- Marie Leclercq : Bénévole déchetterie
- Claire Vidoni : Épouse adoptante
- Sokhen Chour : Fonctionnaire district
- José Pinault : Adoptant "Shalimar"
- Kuy Chanthra Soeur : Militaire conseil des ministres
- Sina Ouch : Fonctionnaire conseil des ministres
- Patrick Courteix : Luc
- Jean-Marc Khao : Fonctionnaire ministère de l'intérieur
- Tom Chorn
- Vanthon Duong
- Sethy Dy
- Lauren-Soriya Ky
- Borivan Phav
- Maynching Ung : Chauffeur de taxi

## Distinctions
- Prix du public au Festival international du film de Saint-Sébastien